# Алтай (Баян-Улгий)
Алта́й — сомон аймака Баян-Улгий, Монголия.
Центр Чигэртэй расположен в 115 километрах от административного центра аймака города Улгий и в 1676 километрах от столицы страны Улан-Батора.

## Население
Население сомона составляет чуть менее 4000 человек. Из них казахи — 71 %, монголы-урянхайцы — 29 %.

## География
Средняя высота территории 3000—3500 метров. Есть высокие горы Ёлт, Даян, Цэлгэрхайрхан. Текут реки Сагсай, Бор Бургас и др. Климат резко континентальный.
Территория сомона богата такими минеральными ресурсами, как золото, цветные металлы.